# Батлер Лемпсон
Батлер Райт Лемпсон (англ. Butler Wright Lampson нар.23 грудня 1943)  — американський науковець в галузі інформатики відомий внесками у розвиток та реалізацію персональних комп'ютерних систем. Лауреат Премії Тюрінга 1992 року.

## Деякі праці
- (англ.) Lampson, Butler W. (1974). Protection (PDF). ACM SIGOPS Operating Systems Review. ACM. 8 (1): 18—24. doi:10.1145/775265.775268.
- (англ.) Lampson, Butler W. (1973). A note on the confinement problem (PDF). Communications of the ACM. ACM. 16 (10): 613—615. doi:10.1145/362375.362389. Архів оригіналу (PDF) за 21 вересня 2017. Процитовано 12 серпня 2016.